# Старокырлайское сельское поселение
Старокырлайское се́льское поселе́ние — муниципальное образование в Арском районе Татарстана Российской Федерации.
Административный центр — село Нижние Метески.

## История
Статус и границы сельского поселения установлены Законом Республики Татарстан от 31 января 2005 года № 7-ЗРТ «Об установлении границ территорий и статусе муниципального образования „Арский муниципальный район“ и муниципальных образований в его составе».

## Население
| 2010  | 2011  | 2012  | 2013  | 2014  | 2015  | 2016  |
| ----- | ----- | ----- | ----- | ----- | ----- | ----- |
| 785   | ↘784  | ↗2109 | ↗2125 | ↗2138 | ↗2148 | ↘2146 |
| 2017  | 2018  |       |       |       |       |       |
| ↘2141 | ↘2122 |       |       |       |       |       |

## Состав сельского поселения
| № | Населённый пункт | Тип населённого пункта       | Население |
| - | ---------------- | ---------------------------- | --------- |
| 1 | Верхние Метески  | деревня                      |           |
| 2 | Верхний Азяк     | село                         |           |
| 3 | Казылино         | деревня                      |           |
| 4 | Купербаш         | село                         |           |
| 5 | Мендюш           | деревня                      |           |
| 6 | Нижние Метески   | село, административный центр |           |
| 7 | Старый Кырлай    | село                         |           |
| 8 | Старый Яваш      | деревня                      |           |
| 9 | Утня             | деревня                      |           |